# Onuris alismatifolia
Onuris alismatifolia är en korsblommig växtart som beskrevs av Ernest Friedrich Gilg och Skotts. Onuris alismatifolia ingår i släktet Onuris och familjen korsblommiga växter. Inga underarter finns listade i Catalogue of Life.